# Лаосско-таиландская граница
Лаосско-таиландская граница — государственная граница между Лаосом и Таиландом. Протяженность границы составляет 1845 км, более половины из которой проходит по реке Меконг; от пограничного стыка с Мьянмой на севере до пограничного стыка с Камбоджей на юге.

## Описание

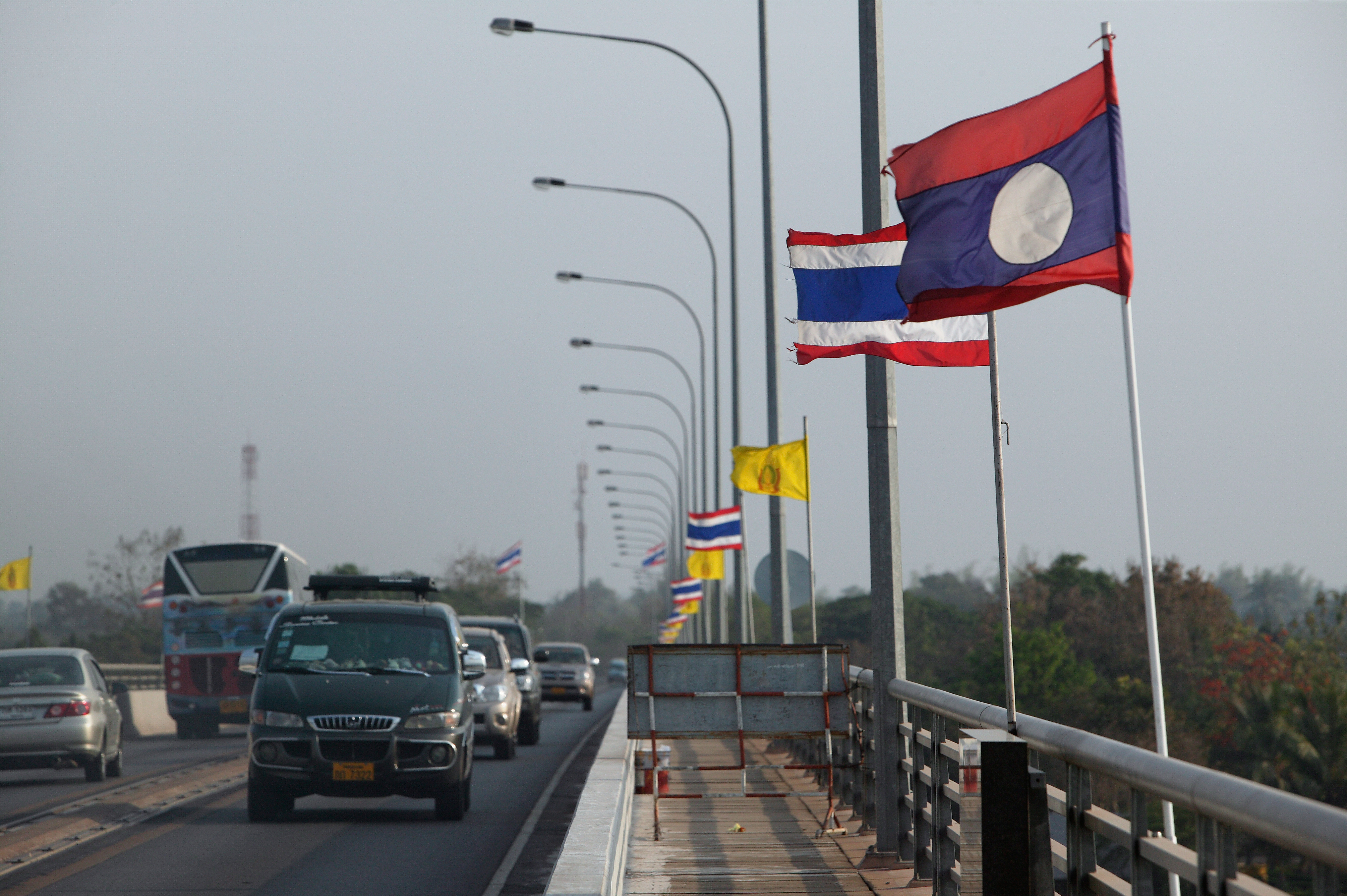
Мост тайско-лаосской дружбы

Граница начинается на севере в точке пересечения границы с Мьянмой, в месте слияния рек Кок и Меконг, и следует за Меконг на юго-восток. Затем граница проходит по суше в широком южном направлении через различные хребты холмов вниз к реке Хуанг. Затем следует по этой реке на северо-восток до места слияния с Меконгом на большей части длины границы. К северо-западу от Паксе граница выходит из Меконга, а затем следует по хребту гор Дангрэк к югу от точки пересечения границы с Камбоджей.

## История

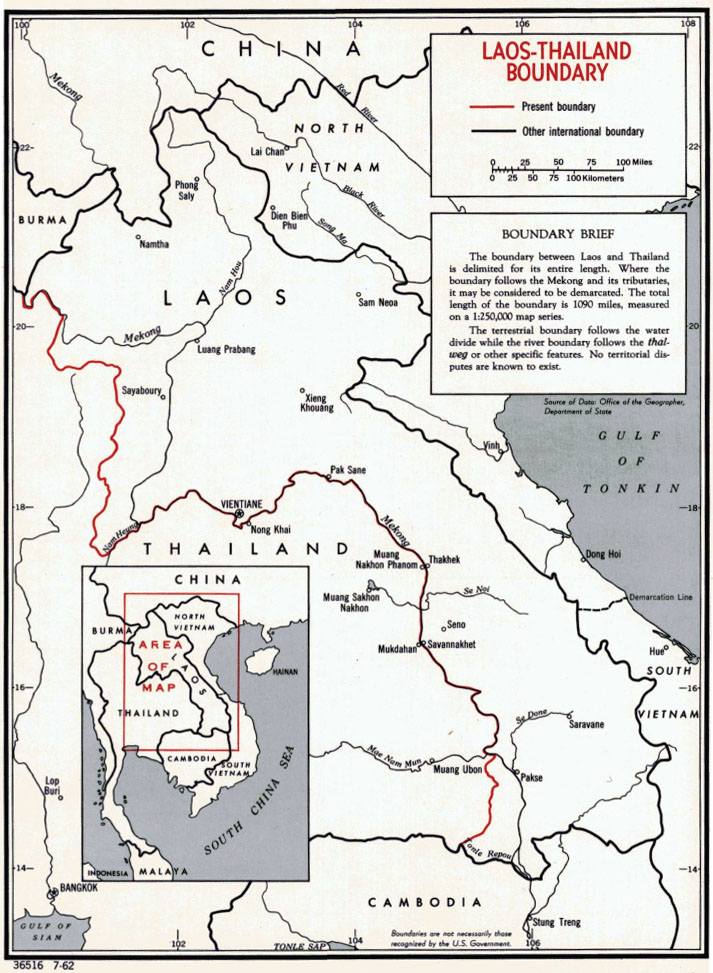
Карта лаосско-таиландской границы

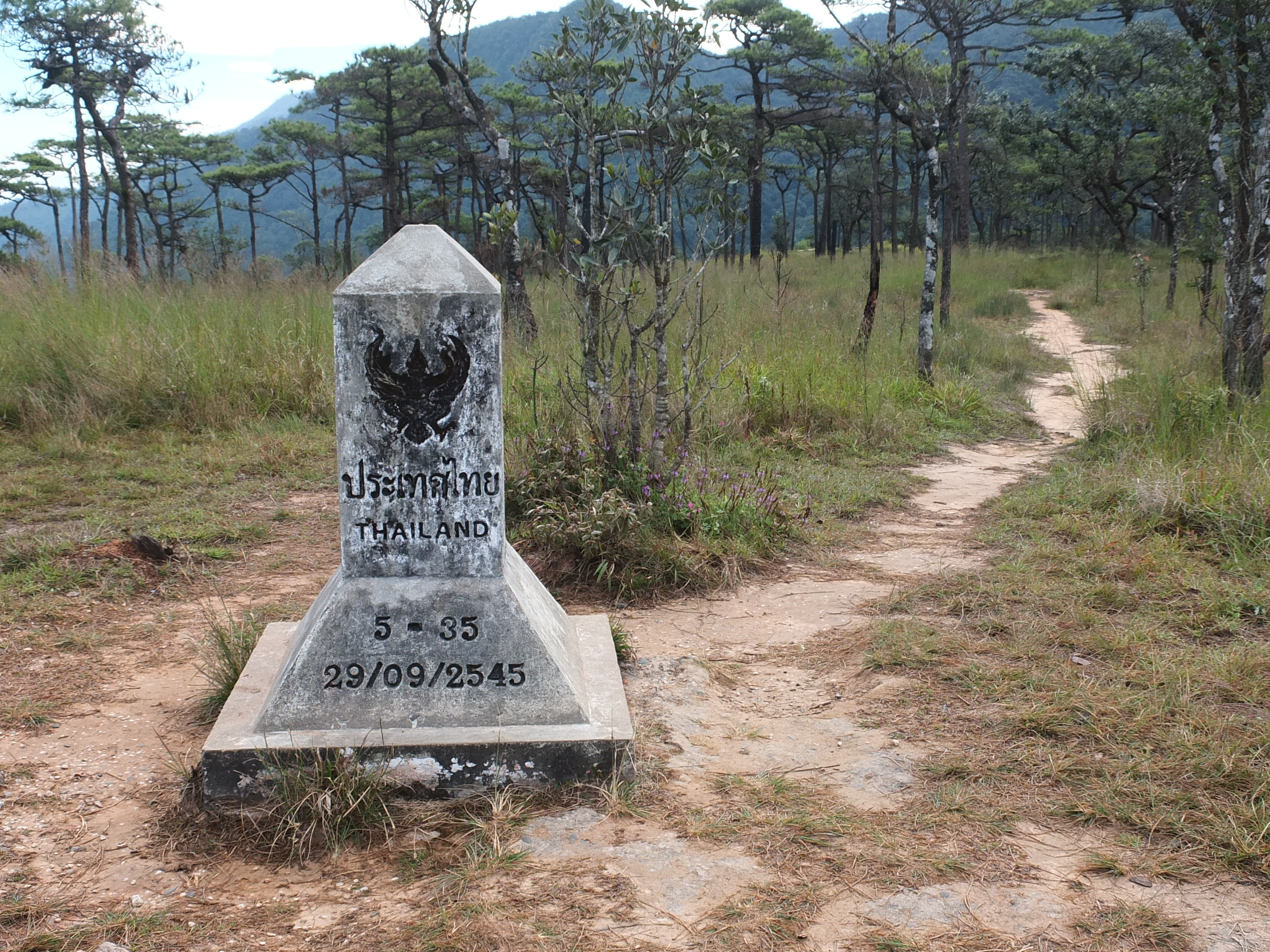
Пограничный столб (2002 год)

С 1860-х годов Франция начала устанавливать своё присутствие в регионе, первоначально в современных Камбодже и Вьетнаме, а в 1887 году была создана колония Французского Индокитая. Лаосские королевства на тот момент были подчиненными государствами Королевства Сиам (бывшее название Таиланда), однако все территории к востоку от Меконга были присоединены к Французскому Индокитаю в 1893 году после франко-сиамской войны. В 1902 году Сиам был вынужден уступить территории к западу от Меконга Франции, включая современную провинцию Сайнябули и западную половину провинции Тямпасак. Еще территории были переданы по другому договору в 1904 году и снова в 1907 году. Договор 1926 года прояснил нерешенный вопрос о суверенитете над островами в Меконге. После вторжения Японии во Французский Индокитай в 1940 году уступленные территории к западу от Меконга и юго-западному Лаосу были возвращены Таиланду, однако это соглашение было аннулировано после поражения Японии и восстановления довоенной границы.
В 1949 году Лаос получил частичную независимость от Франции, а полную независимость получил в 1953 году, после чего граница с Таиландом стала границей между двумя суверенными государствами. Таиланд время от времени заявлял претензии на территории, переданные Лаосу в колониальную эпоху, при этом напряжённость возросла после победы социалистической организации Патет Лао в гражданской войне в Лаосе в 1975 году. Договоры о дружбе были подписаны в 1976 и 1979 годах в попытке снизить напряжённость, при этом обе стороны признали территориальную целостность друг друга. Однако в 1984 году вспыхнули боевые действия из-за спорных деревень, прилегающих к границе в провинции Сайнябули/провинция Уттарадит, а затем снова в 1987-88 годах из-за соседней территории. В 1991 году был создан совместный комитет, целью которого было мирное разрешение спора, однако дискуссии затянулись на десятилетия. Совместная пограничная комиссия была создана в 1997 году, однако её работа была приостановлена в 1998 году из-за азиатского финансового кризиса. По состоянию на 2018 год демаркация границы все ещё продолжалась.

## Пограничные переходы
По состоянию на 2019 год насчитывалось 20 постоянных пунктов пропуска и 29 пунктов пропуска для приграничной торговли.